# Santa Cruz Muluá
Santa Cruz Muluá es un municipio del departamento de Retalhuleu de la región sur-occidente de la República de Guatemala. Las referencias encontradas en los archivos municipales de Santa Cruz Muluá, indican que se creó en el año 1805 con el nombre de San Joaquín Muluá.

## Toponimia
El topónimo «Santa Cruz Muluá» es de origen castellano y Kakchiquel y está relacionado con la creación del poblado, el cual fue fundado por habitantes criollos procedentes de San Carlos Sija y los nativos de la región, siempre tomando en cuenta que los nombres de los municipios y poblados de Guatemala constan de dos partes: el nombre del santo católico que se venera el día en que fueron fundados y una descripción con raíz náhuatl; esto se debe a que las tropas que invadieron la región en la década de 1520 al mando de Pedro de Alvarado estaban compuestas por soldados españoles y por indígenas tlaxcaltecass y cholultecas. Santa Cruz Muluá lleva un nombre con mezcla de español y Kakchiquel, la palabra Muluá tiene su origen en los vocablos kakchiquel Mul-já que traducido al español quiere decir «lugar donde hay mucha agua o donde hay agua abundante», y Santa Cruz de origen castellano.

## División política
El municipio cuenta con un total de cinco aldeas, cuatro caseríos y su cabecera municipal, en todo el municipio que son:
| Categoría          | Listado |
| ------------------ | --- |
| Aldeas             | - La Finca - La Lolita - Boxama (se pronuncia boshoma) - Mángales - Los Brillantes - Las Clavellinas - La gente del otro lado del Cementerio |
| Caseríos           | 1. Asintal 2. Siglo 3. Siglo II 4. San Antonio                                                                                               |
| Cabecera Municipal | Santa Cruz Muluá |

## Geografía física
El municipio de Santa Cruz Muluá tiene una extensión territorial de 128 km².

### Clima
La cabecera municipal de Santa Cruz Muluá tiene clima tropical (Clasificación de Köppen: Aw).
| Parámetros climáticos promedio de Santa Cruz Muluá | Parámetros climáticos promedio de Santa Cruz Muluá | Parámetros climáticos promedio de Santa Cruz Muluá | Parámetros climáticos promedio de Santa Cruz Muluá | Parámetros climáticos promedio de Santa Cruz Muluá | Parámetros climáticos promedio de Santa Cruz Muluá | Parámetros climáticos promedio de Santa Cruz Muluá | Parámetros climáticos promedio de Santa Cruz Muluá | Parámetros climáticos promedio de Santa Cruz Muluá | Parámetros climáticos promedio de Santa Cruz Muluá | Parámetros climáticos promedio de Santa Cruz Muluá | Parámetros climáticos promedio de Santa Cruz Muluá | Parámetros climáticos promedio de Santa Cruz Muluá | Parámetros climáticos promedio de Santa Cruz Muluá |
| Mes                                                | Ene.                                               | Feb.                                               | Mar.                                               | Abr.                                               | May.                                               | Jun.                                               | Jul.                                               | Ago.                                               | Sep.                                               | Oct.                                               | Nov.                                               | Dic.                                               | Anual                                              |
| -------------------------------------------------- | -------------------------------------------------- | -------------------------------------------------- | -------------------------------------------------- | -------------------------------------------------- | -------------------------------------------------- | -------------------------------------------------- | -------------------------------------------------- | -------------------------------------------------- | -------------------------------------------------- | -------------------------------------------------- | -------------------------------------------------- | -------------------------------------------------- | -------------------------------------------------- |
| Temp. máx. media (°C)                              | 32.2                                               | 32.2                                               | 33.8                                               | 32.9                                               | 32.9                                               | 31.9                                               | 32.1                                               | 32.2                                               | 30.7                                               | 30.5                                               | 30.6                                               | 30.6                                               | 31.9                                               |
| Temp. media (°C)                                   | 25.4                                               | 25.6                                               | 27.4                                               | 27.0                                               | 27.6                                               | 26.9                                               | 27.1                                               | 27.0                                               | 26.0                                               | 25.6                                               | 25.3                                               | 24.7                                               | 26.3                                               |
| Temp. mín. media (°C)                              | 18.7                                               | 19.1                                               | 21.0                                               | 21.1                                               | 22.3                                               | 22.0                                               | 22.1                                               | 21.8                                               | 21.3                                               | 20.7                                               | 20.1                                               | 18.8                                               | 20.8                                               |
| Precipitación total (mm)                           | 12                                                 | 17                                                 | 46                                                 | 130                                                | 362                                                | 527                                                | 439                                                | 419                                                | 563                                                | 490                                                | 126                                                | 23                                                 | 3154                                               |
| Fuente: Climate-Data.org                           |                                                    |                                                    |                                                    |                                                    |                                                    |                                                    |                                                    |                                                    |                                                    |                                                    |                                                    |                                                    |                                                    |

### Ubicación geográfica
El municipio de Santa Cruz Muluá tiene una extensión territorial de 128 km². Se encuentra a una corta distancia de siete kilómetros de la cabecera departamental Retalhuleu. Se localiza entre norte de la cabecera departamental Retalhuleu y Cuyotenango, al este de Retalhuleu y San Sebastián, al oeste de San Andrés Villa Seca y al sur de San Felipe y San Martín Zapotitlán.
- Norte San Felipe - San Martín Zapotitlán
- Sur Retalhuleu - Cuyotenango
- Este San Andrés Villa Seca
- Oeste Retalhuleu
- Noroeste San Sebastián

### Límites
El término municipal de Santa Cruz Muluá, limita con los siguientes términos municipales:
| Noroeste: San Sebastián | Norte: San Felipe - San Martín Zapotitlán |                             |
| Oeste: Retalhuleu       |                                           | Este: San Andrés Villa Seca |
|                         | Sur: Retalhuleu - Cuyotenango             |                             |

## Gobierno municipal
Los municipios se encuentran regulados en diversas leyes de la República, que establecen su forma de organización, lo relativo a la conformación de sus órganos administrativos y los tributos destinados para los mismos. Aunque se trata de entidades autónomas, se encuentran sujetas a la legislación nacional. Las principales leyes que rigen a los municipios en Guatemala desde 1985 son:
| N.º | Ley                                                | Descripción |
| --- | -------------------------------------------------- | --- |
| 1   | Constitución Política de la República de Guatemala | Tiene una regulación legal específica para los municipios en los artículos 253 al 262. |
| 2   | Ley Electoral y de Partidos Políticos              | Ley de carácter constitucional aplicable a los municipios en el tema de la conformación de sus autoridades electas. |
| 3   | Código Municipal                                   | Decreto 12-2002 del Congreso de la República de Guatemala. Tiene la categoría de ley ordinaria y contiene preceptos generales aplicables a todos los municipios, e inclusive contiene legislación referente a la creación de los municipios.             |
| 4   | Ley de Servicio Municipal                          | Decreto 1-87 del Congreso de la República de Guatemala. Regula las relaciones entra la municipalidad y los servidores públicos en materia laboral. Tiene su base constitucional en el artículo 262 de la constitución que ordena la emisión de la misma. |
| 5   | Ley General de Descentralización                   | Decreto 14-2002 del Congreso de la República de Guatemala. Regula el deber constitucional del Estado, y por ende del municipio, de promover y aplicar la descentralización y desconcentración económica y administrativa.                                |

El gobierno de los municipios de Guatemala está a cargo de un Concejo Municipal mientras que el código municipal —que tiene carácter de ley ordinaria y contiene disposiciones que se aplican a todos los municipios de Guatemala— establece que «el concejo municipal es el órgano colegiado superior de deliberación y de decisión de los asuntos municipales […] y tiene su sede en la circunscripción de la cabecera municipal». Por último, el artículo 33 del mencionado código establece que «[le] corresponde con exclusividad al concejo municipal el ejercicio del gobierno del municipio».
El concejo municipal se integra con el alcalde, los síndicos y concejales, electos directamente por sufragio universal y secreto para un período de cuatro años, pudiendo ser reelectos».

## Historia
Por acuerdo gubernativo del 14 de marzo de 1873 perteneció al departamento de Suchitepéquez, hasta que por decreto 194 del Organismo Ejecutivo del 16 de octubre de 1877, se creó el departamento de Retalhuleu, pasando a pertenecer a este nuevo orden territorial.

### Creación
Como parte de la reorganización territorial de la República de Guatemala el Presidente Miguel García Granados a petición de los vecinos de Santa Cruz Muluá asciende la Aldea a Municipio por acuerdo gubernativo del 14 de marzo de 1873,
| Palacio de Gobierno 14 de marzo de 1873, «Considerando que es conveniente para los intereses de los vecinos del poblado de Santa Cruz Muluá y a solicitud, se les asciende a la categoría de Municipio. Por lo tanto se decreta: - Artículo 1.°: Se crea el municipio de Santa Cruz Muluá perteneciendo de la jurisdicción del departamento de Suchitepéquez. - Artículo 2.°: La Municipalidad de Santa Cruz Muluá debe realizar todas las gestiones ante las autoridades del departamento de Suchitepéquez a la brevedad posible y así facilitar los cambios respectivos para los trámites que corresponden a sus habitantes. - Artículo 3.°: El Ejecutivo dictará las medidas del caso para el cumplimiento, del presente decreto que entrara en vigor el día 14 de marzo del corriente año». Comuníquese: —Miguel García Granados Presidente de Guatemala. del 1 de julio de 1871 al 4 de diciembre de 1873. |

### Tras la Independencia de Centroamérica

#### Santa Cruz Muluá en el Efímero Estado de Los Altos

##### Creación del Estado de Los Altos
En 1838 se creó el sexto estado, El Estado de Los Altos, teniendo como capital la ciudad de Quetzaltenango, comprendiendo los territorios del occidente de Guatemala y el territorio del actual de Soconusco, (México). en la que Santa Cruz Muluá perteneció a ese nuevo orden territorial.

### Época independiente: departamento Sololá-Suchitepéquez
El Estado de Guatemala fue definido de la siguiente forma por la Asamblea Constituyente de dicho estado que emitió la constitución del mismo el 11 de octubre de 1825: «el estado conservará la denominación de Estado de Guatemala y lo forman los pueblos de Guatemala, reunidos en un solo cuerpo. El estado de Guatemala es soberano, independiente y libre en su gobierno y administración interior.»
En 1825, la región que ocupa el moderno departamento de Suchitepéquez fue parte del departamento de Sololá/Suchitepéquez, cuya cabecera era Sololá e incluía a los municipios Joyabaj, Quiché, Atitlán, Suchitepéquez y Cuyotenango.
En 1825 el estado de Guatemala también fue dividido en once distritos para la impartición de justicia, y Suchitepéquez fue el N.º11, contando con cuatro circuitos:
| N.º | Circuito    | Poblados |
| --- | ----------- | --- |
| 1   | Mazatenango | - Mazatenango - Samayaque - San Lorenzo - San Gabriel - Santo Domingo - Retalhuleu - San Antonio Suchitepéquez - San Bernardino - Sapotitlán - Santo Tomás                                       |
| 2   | Cuyotenango | Cuyotenango, San Andrés Villa Seca, San Martín y San Felipe |
| 3   | Retalhuleu  | San Antonio Retalhuleu, San Sebastián, Santa Catarina, Guamuchal, Sanjón de Ocoz y Naranjo. |
| 4   | Atitlán     | - Atitlán - Tolimán - San Pedro La Laguna - Santa Clara - la Visitación - San Pablo - San Marcos - San Miguelito - Patulul - San Juan de los Leprosos - Santa Bárbara de La Grande y La Costilla |

El Estado de Guatemala fue definido de la siguiente forma por la Asamblea Constituyente de dicho estado que emitió la constitución del mismo el 11 de octubre de 1825: «el estado conservará la denominación de Estado de Guatemala y lo forman los pueblos de Guatemala, reunidos en un solo cuerpo. El estado de Guatemala es soberano, independiente y libre en su gobierno y administración interior».
Santa Cruz Muluá fue uno de los poblados originales del Estado de Guatemala en 1825; era parte del departamento de Sololá/Suchitepéquez, cuya cabecera era Sololá e incluía a Joyabaj, Quiché, Atitlán, Suchitepéquez, y Cuyotenango.
La constitución del Estado de Guatemala promulgada el 11 de octubre de 1825 también estableció los circuitos para la administración de justicia en el territorio del Estado y menciona que Suchitepéquez era la sede del Circuito del mismo nombre en el Distrito N.º 11 (Suchitepéquez), junto con Samayaque, San Lorenzo, San Gabriel, Santo Domingo, Retalhuleu, San Antonio Suchitepéquez, San Bernardino, Sapotitlán y Santo Tomás.

## Economía
La base fundamental de la economía de Santa Cruz Muluá es el comercio que producen de la agricultura, la actividad pecuaria, la artesanía y la industria. Al igual que los demás municipios occidentales, las personas de raza indígena contribuyen de manera sostenida al desarrollo económico y comercial del municipio, ya que son los que se encargan de la cosecha de los cultivos, elaboran objetos artesanales y ayudan en las labores de la industria.

### Agricultura
La mayoría de los cultivos que se obtienen en el municipio provienen del área rural, en estas zonas los suelos son más fértiles. También existen terrenos de cultivos en el pueblo en los que se producen son cereales y granos básicos como maíz, frijol, maicillo, entre otros.

### Actividades pecuarias
Existes muchas granjas y fincas en donde los pobladores crían animales de corral detalles en el siguiente cuadro:

### Artesanía
Entre las actividades artesanales que se realizan en el municipio están las de la fabricación de canastos, muebles, hamacas y lasos entre otros.